# Torsten Schwede

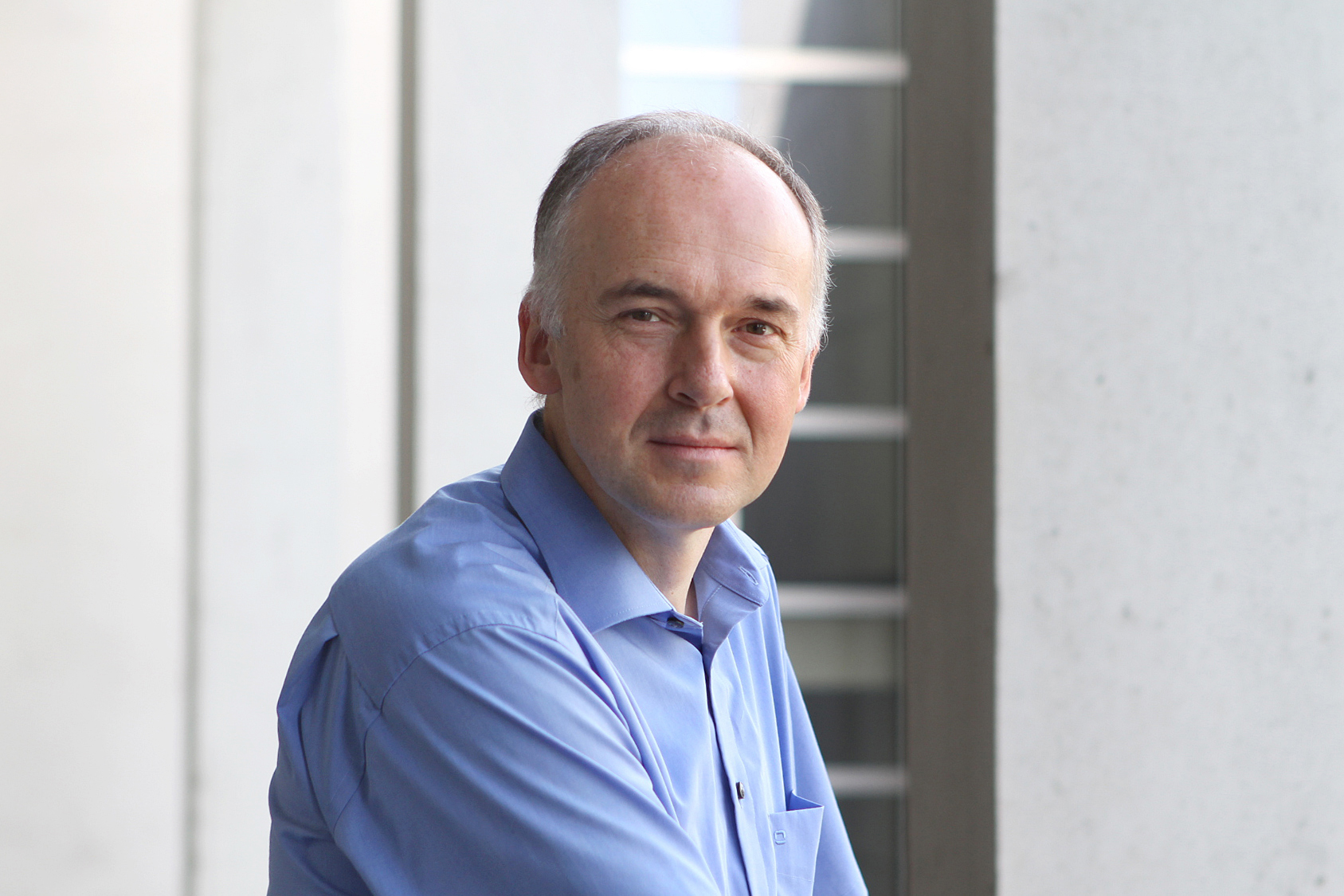
Prof. Dr. Torsten Schwede

Torsten Schwede (* 2. Oktober 1967 in Coburg) ist ein deutsch-schweizerischer Bioinformatiker und Professor am Biozentrum der Universität Basel, Schweiz.

## Leben
Torsten Schwede studierte Chemie an der Universität Bayreuth und der Albert-Ludwigs-Universität in Freiburg im Breisgau. Nach seiner Promotion 1998 ging er nach Genf und forschte in dem globalen Pharmaunternehmen GlaxoSmithKline. 2001 wurde Torsten Schwede als Assistenzprofessor für Struktur- und Bioinformatik ans Biozentrum der Universität Basel berufen. Ein Jahr später wurde er zudem Gruppenleiter am SIB. Im Jahr 2007 wurde Torsten Schwede Associate Professor und 2019 Full Professor für Struktur- und Bioinformatik am Biozentrum der Universität Basel. Von 2014 bis 2019 verantwortete er als wissenschaftlicher Direktor von sciCORE die zentrale Infrastruktur für Scientific Computing der Universität Basel. Von 2018 bis 2024 war er Vizerektor für Forschung an der Universität Basel, wo er unter anderem für Nachwuchsförderung, Internationalisierung und digitale Forschungsinfrastrukturen zuständig war. Seit 2025 ist er der neue Präsident des SNF-Forschungsrats.

## Wirken
Torsten Schwede entwickelt Methoden und Algorithmen, mit denen sich die Eigenschaften der dreidimensionalen Strukturen von Proteinen modellieren und so Erkenntnisse über ihre Funktion auf atomarer Ebene gewinnen lassen.
Schwerpunkt seiner Arbeit sind Methoden zum Homology Modeling mit denen die Strukturen von bisher nicht experimentell aufgeklärten Proteinen modelliert werden können. Dabei wird die Struktur eines unbekannten Proteins ausgehend von bekannten verwandten Proteinen interpoliert. Torsten Schwede entwickelte dazu Swiss-Model, einen Webserver der die Modellierung von Proteinstrukturen automatisiert und somit stark vereinfacht. Um Ungenauigkeiten in Strukturvorhersagen erkennen zu können, entwickelte seine Gruppe die QMEAN-Methode zur Abschätzung der Modellqualität und organisiert das CAMEO-Projekt zur unabhängigen Evaluierung von Vorhersagemethoden als Ergänzung zum CASP-Experiment.
Neben der Vorhersage von Proteinstrukturen arbeitet seine Gruppe an der Modellierung von Protein-Ligand-Interaktionen. Dabei gelang es, durch in-silico-Screening neue potenzielle Inhibitoren gegen das Dengue-Virus zu identifizieren.
Durch die Röntgenstrukturanalyse des Enzyms Histidin Ammoniak Lyase (Histidase) konnte Torsten Schwede einen neuartigen elektrophilen Co-Faktor in Enzymen aufklären, der durch eine autokatalytische Modifikation der Proteinkette gebildet wird.

## Auszeichnungen
2009 ISI Thomson Reuters wählt “Swiss-Model: An automated protein homology-modeling server; Nucleic Acids Res 31: 3381–3385 (2003)” zur meistzitierten Schweizer Publikation der letzten 10 Jahre (1999–2009).
2022 wurde Schwede zum Mitglied der Academia Europaea gewählt.

## Publikationen (Auswahl)
Vollständige Publikationsliste
- Marco Biasini, Stefan Bienert, Andrew Waterhouse, Konstantin Arnold, Gabriel Studer, Tobias Schmidt, Florian Kiefer, Tiziano Gallo Cassarino, Martino Bertoni, Lorenza Bordoli, Torsten Schwede: Swiss-Model: modelling protein tertiary and quaternary structure using evolutionary information. 2014. PMID 24782522
- Torsten Schwede: Protein modeling: what happened to the "protein structure gap"? In: Structure. 21(9), 2013, S. 1531–1540. PMID 24010712
- P. Benkert, M. Biasini, T. Schwede: Toward the estimation of the absolute quality of individual protein structure models. In: Bioinformatics. 27(3), 2011, S. 343–350. PMID 21134891
- M. Podvinec, S. P. Lim, T. B. Schmidt, M. Scarsi, D. Wen, L. S. Sonntag, P. Sanschagrin, P. S. Shenkin, T. Schwede: Novel Inhibitors of Dengue Virus Methyltransferase: Discovery by in vitro-driven virtual screening on a Desktop Computer Grid. In: Journal of Medicinal Chemistry. 53(4), 2010, S. 1483–1495. PMID 20108931
- T. F. Schwede, J. Retey, G. E. Schulz: Crystal Structure of Histidine Ammonia-Lyase Revealing a Novel Polypeptide Modification as the Catalytic Electrophile. In: Biochemistry. 38, 1999, S. 5355–5361. PMID 10220322